# Palisota mannii
Palisota mannii är en himmelsblomsväxtart som beskrevs av Charles Baron Clarke. Palisota mannii ingår i släktet Palisota och familjen himmelsblomsväxter.

## Underarter
Arten delas in i följande underarter:
- P. m. mannii
- P. m. megalophylla

## Bildgalleri

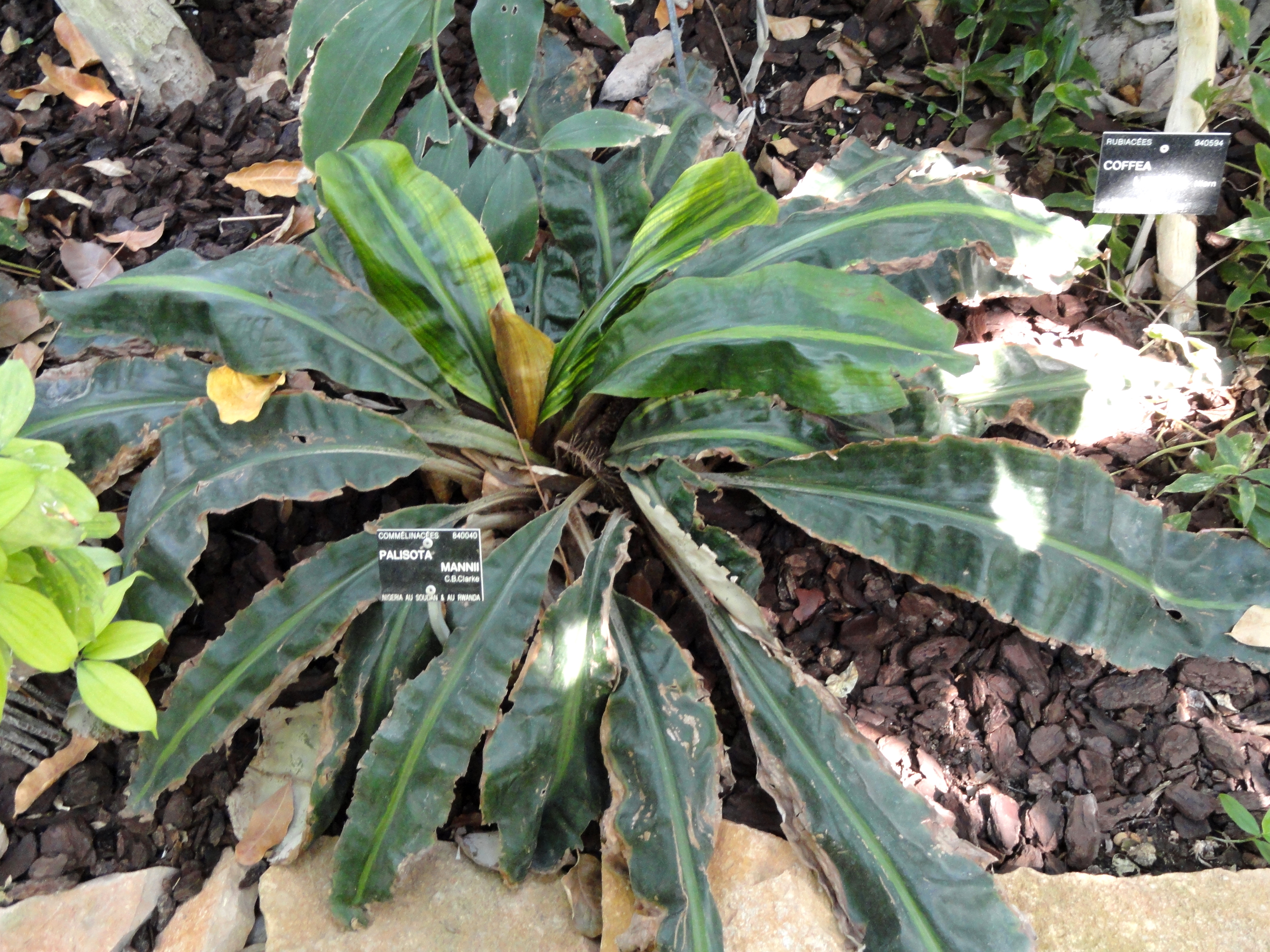
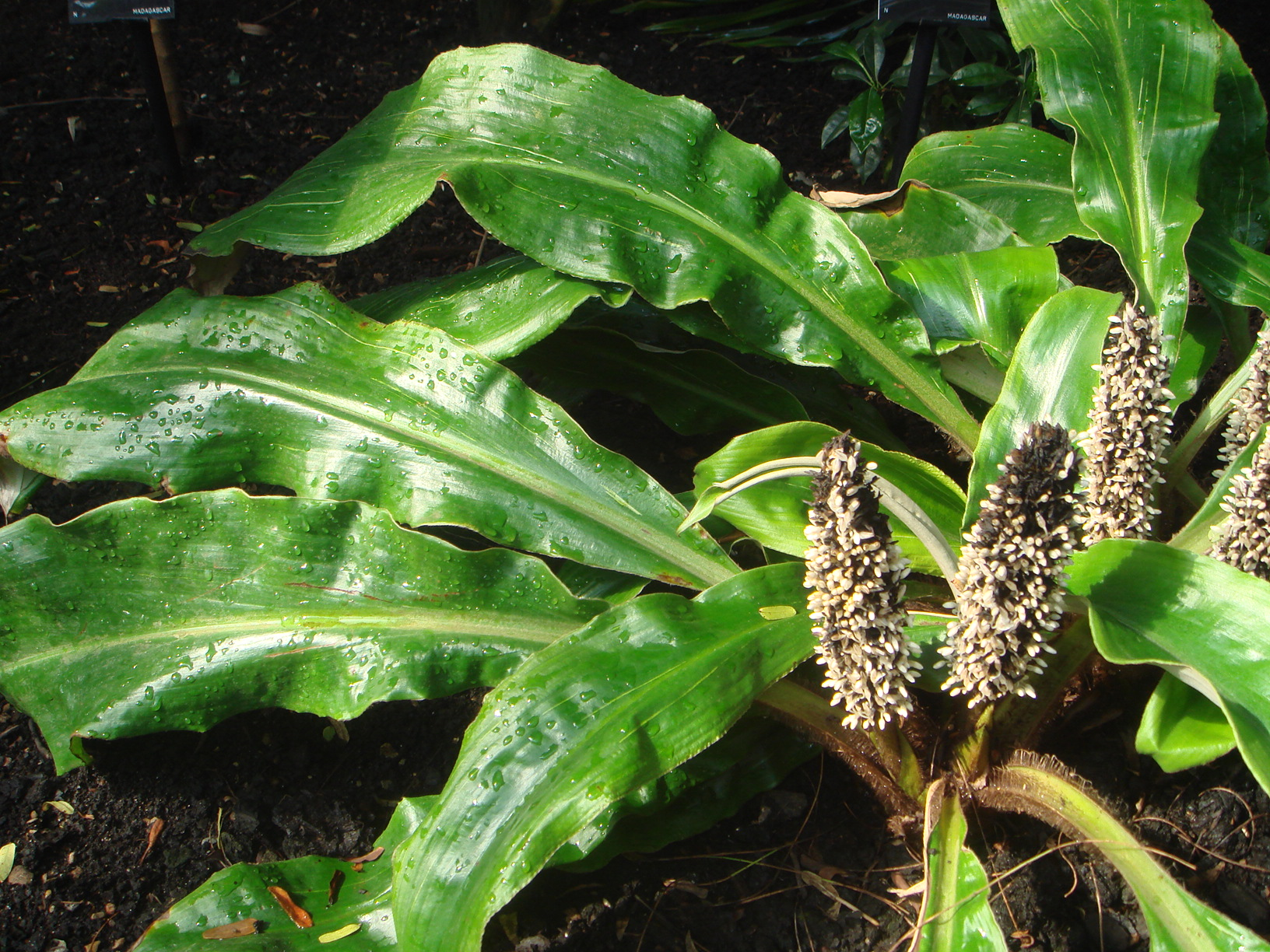
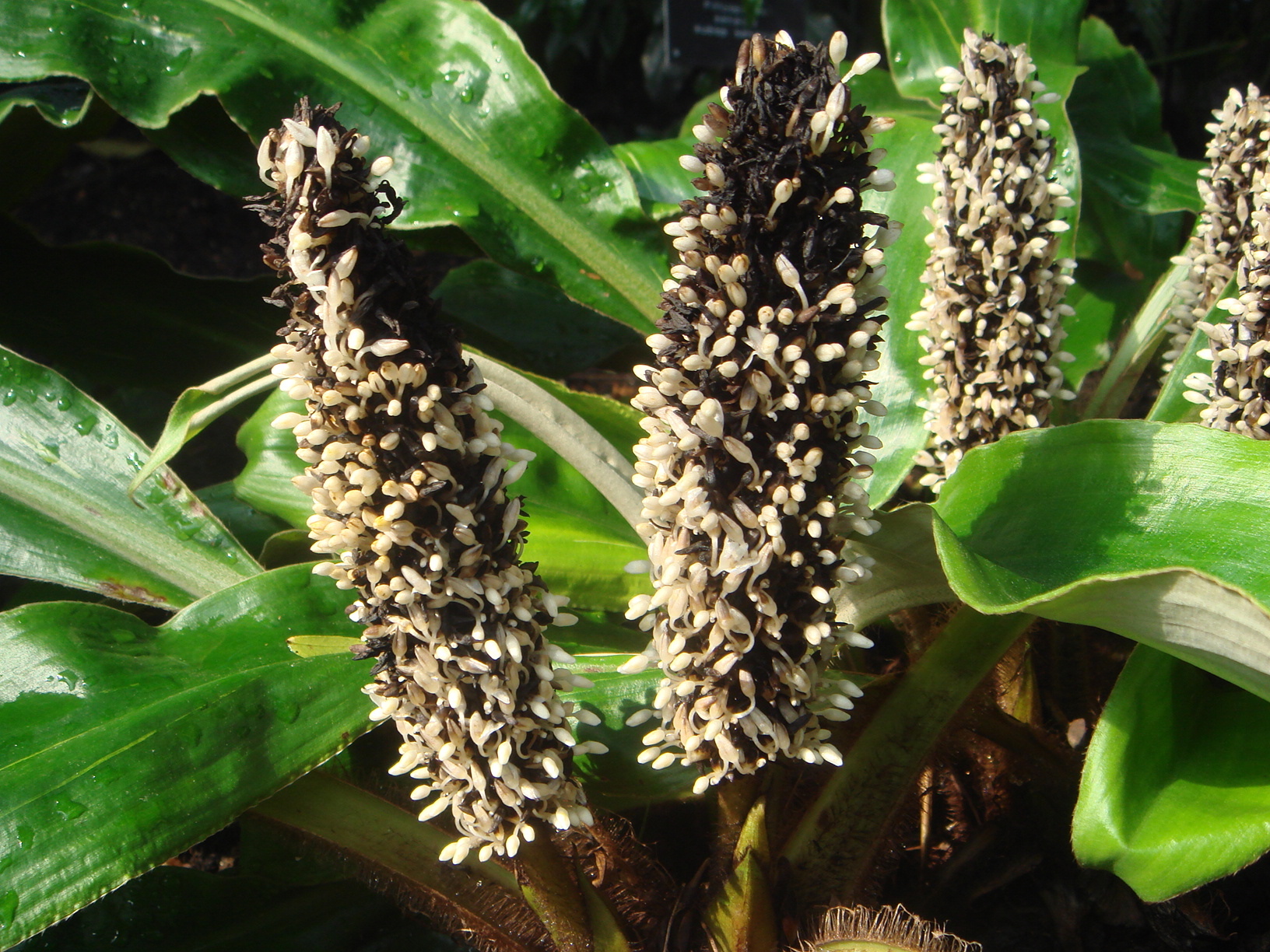